# John Bale
John Bale (Dunwich, Suffolk, 21 de novembro de 1495 — Cantuária, novembro de 1563) foi um clérigo, historiador e polêmico inglês, bispo de Ossory. Escreveu o mais antigo verso dramático histórico até então conhecido em inglês (sobre o rei João Sem-Terra). Elaborou e publicou uma lista muito extensa das obras de autores britânicos até aquela data, uma vez que as bibliotecas monásticas estavam sendo dispersas em decorrência da Dissolução dos Mosteiros. Sua predisposição para debates e polêmicas lhe rendeu o apelido de "Bale bilioso".

## Biografia
Ele nasceu em Cove, perto de Dunwich, em Suffolk. Com a idade de doze anos, se juntou aos frades carmelitas em Norwich, transferindo-se mais tarde para a casa de "Holme" (possivelmente o priorado carmelita em Hulne, perto de Alnwick). Posteriormente, ingressou no Jesus College, Cambridge e em 1529 conseguiu seu diploma em Teologia.
Bale se tornou o último prior da casa carmelita de Ipswich, eleito em 1533. Abandonou sua vocação monástica e se casou, dizendo: "para que eu nunca mais sirva a uma besta tão execrável, tomei a esposa, a fiel Dorothy". Bale foi morar em Thorndon, Suffolk, mas em 1534 foi chamado perante o Arcebispo de Iorque para se retratar por um sermão realizado em Doncaster contra a invocação de santos e, depois, perante John Stokesley, Bispo de Londres, mas escapou devido à poderosa proteção de Thomas Cromwell, cuja atenção ele disse ter atraído com seu teatro litúrgico medieval (miracle play).
Nessas peças, Bale denunciou o sistema monástico e seus apoiadores em linguagem irrestrita e imagens grosseiras. A oração de Infidelitas que abre o segundo ato de suas "Três Leis" é um exemplo de sua paródia profana. Estas produções um pouco brutais eram destinadas a impressionar o sentimento popular, e Thomas Cromwell encontrou nelas um instrumento inestimável. Quando Cromwell caiu em desgraça em 1540, Bale fugiu com sua esposa e filhos para a Antuérpia. Retornou à Inglaterra quando Eduardo VI subiu ao trono inglês e Bale assumiu a diocese de Bishopstoke, Hampshire, sendo promovido em 1552 para a sé irlandesa de Ossory. Bale se recusou a ser consagrado pelos ritos católicos romanos da Igreja da Irlanda e foi respeitado seu ponto de vista, embora o decano de Dublin fizesse um protesto contra o cargo revisado durante a cerimônia. Ele também teve um forte conflito com o velho e respeitado juiz Thomas St. Lawrence, que viajou para Kilkenny para exortar as pessoas a rejeitar suas inovações.
Quando Maria foi coroada Rainha da Inglaterra e Irlanda em 1553, iniciou-se uma reação violenta em matéria de religião e Bale foi forçado a sair do país novamente. Tentou fugir para a Escócia, mas na viagem foi capturado por um soldado holandês, que o conduziu, devido ao mau tempo, até St Ives, Cornualha. Bale foi preso sob suspeita de traição, mas foi logo solto. Em Dover, conseguiu fugir novamente, desta vez para a Holanda e depois para Frankfurt e Basileia. Durante o exílio, Bale se dedicou a escrever. Após o seu regresso, no reinado de Isabel I, ele recebeu (1560) uma prebenda na Cantuária, onde morreu e foi enterrado na catedral.

## Mistérios,Miracle Plays,Kynge Johan
John Bale atacou seus inimigos com veemência e falta de escrúpulos, muitos dos quais eram direcionados fortemente e forçosamente contra a Igreja Católica e seus escritores: mas isso não diminuiu o valor de suas contribuições para a literatura. Dos seus mistérios e peças de teatro litúrgico medieval (miracle play), apenas cinco foram preservados, mas os títulos dos outros, citados por ele mesmo em seu Catalogus, mostram que eles eram motivados pelos mesmos objetivos políticos e religiosos. As "Três Leis da Natureza, Moisés e Cristo, corrompidas pelos sodomitas, fariseus e papistas, mais perversos" (produzida em 1538 e novamente em 1562) era uma peça moralista. A Tragedye; or enterlude manifesting the chief promyses of God unto Man, The Temptacyon of our Lorde, e A brefe Comedy or Enterlude of Johan Baptystes preachynge in the Wyldernesse, etc. foram todas escritas em 1538.

### Kynge Johan
Bale é uma figura de alguma importância literário-dramática como autor de Kynge Johan (c. 1538), que marca a transição entre a antiga peça moralista e o drama histórico inglês. Não parece ter influenciado diretamente os criadores das crônicas históricas (como The Troublesome Reign of King John (1591)), mas é notável que tal tentativa tão desenvolvida de drama histórico tenha sido feita catorze anos antes da produção da peça Gorboduc. Kynge Johan é em si uma polêmica contra a Igreja Católica. O rei João é representado como o campeão dos ritos da igreja inglesa contra a sé romana.

## Resumo dos Escritores da Grã-Bretanha
Alguns veem o trabalho mais importante de Bale como sendo Illustrium majoris Britanniae scriptorum, hoc est, Angliae, Cambriae, ac Scotiae Summarium... ("Um resumo dos famosos escritores da Grã-Bretanha, isto é, da Inglaterra, do País de Gales e da Escócia") publicado em Ipswich e Wesel para John Overton em 1548 e 1549. Ele continha os autores através de cinco séculos: no entanto, outra edição, quase inteiramente reescrita e contendo catorze séculos, foi impressa na Basileia com o título Scriptorum illustrium majoris Britanniae... Catalogus "(Catálogo dos famosos escritores da Grã-Bretanha)", em 1557–1559.
Este catálogo cronológico de autores britânicos e de suas obras foi parcialmente baseado no De uiris illustribus de John Leland. Bale era um infatigável colecionador e trabalhador, e examinou pessoalmente muitas das valiosas bibliotecas das casas agostinianas e carmelitas antes de suas dissoluções. Seu trabalho contém muitas informações que, de outra forma, teriam sido irremediavelmente perdidas. Seu livro de autógrafos está preservado na Coleção Selden da Biblioteca Bodleiana, em Oxford. Ele contém os materiais coletados para os seus dois catálogos publicados organizados alfabeticamente, sem os acréscimos nem as observações pessoais com cores que fazem parte do trabalho concluído. Ele inclui as fontes para sua informação.

## Outros escritos e catálogos
Os trabalhos escritos de John Bale estão listados em Athenae Cantabrigienses. Quando esteve na Alemanha, ele publicou um ataque ao sistema monástico intitulado: The Actes of Englysh Votaries, três Vidas: The Examinations of Lord Cobham, William Thorpe and Anne Askewe, &c, e o Pageant of Popes. Enquanto reitor de Bishopstoke, ele produziu a The Image of both Churches e, depois de sua associação tortuosa com Ossory, imprimiu um relato de sua "Vocação" para aquela sé. The Resurreccion of the Masse, supostamente escrita por um Hugh Hilarie, é geralmente atribuída a Bale.
John Pitts ou Pitseus (1560–1616), um exilado católico inglês, baseou-se no trabalho de Bale seu Relationum historicarum de rebus anglicis tomus primus (Paris, 1619), mais conhecido pelo título De Illustribus Angliae scriptoribus. Este é realmente o quarto livro de um trabalho mais extenso. Ele omite os seguidores de John Wycliffe e os teólogos protestantes mencionados por Bale, e a seção mais valiosa é a Vida dos exilados católicos residentes em Douai e em outras cidades francesas. Ele afirma (Nota de Joanne Bale) que o Catalogus de Bale era uma falsa representação do trabalho de John Leland, embora com toda a probabilidade ele só conhecesse o trabalho de Leland através de sua leitura de Bale.

### The Image of Both Churches
The Image of Both Churches foi publicado por John Bale em 1547 e é um comentário completo sobre o livro do Apocalipse, o último livro da Bíblia cristã. Bale iniciou pegando curtas passagens acompanhadas de uma paráfrase detalhada para explicar o significado e a importância de coisas como a abertura dos sete selos, a primeira besta, a segunda besta com dois chifres, o soar das trombetas e os Cavaleiros do Apocalipse. A preocupação central era a identificação correta do Anticristo.
A compreensão de Bale do Apocalipse difere nitidamente da visão popular atual. Por exemplo, ele não sabe nada de um futuro Anticristo, um encantador trabalhador maravilhoso que surgirá no final da era. Este conceito foi ensinado pela Igreja Católica, mas foi refutado pelos reformadores, como William Tyndale e também por Martinho Lutero. No entanto, é novamente aceito nos ensinamentos populares do dispensacionalismo. Bale diz, no entanto, que o Anticristo está conosco agora, na imagem de uma Igreja. A abertura dos selos descreve o que acontece quando a palavra de Deus é trazida para a luz. Ele acreditava que estava vivendo no momento da abertura do sexto selo, a Reforma, um tempo de grande revolta quando as Escrituras estavam sendo libertadas do domínio da Igreja de Roma. Ele acreditava que o tempo do sétimo selo seria quando a palavra de Deus se tornasse mais livre e pacífica: a estação final da palavra de Deus estaria ocorrendo naqueles tempos.
Bale escreveu durante o tempo em que muitos homens tinham grande paixão pelas escrituras cristãs. Sua tese central é a de que o livro do Apocalipse é uma profecia de como a palavra de Deus e daqueles que a amam (os "santos") estariam nas mãos dos homens e de uma Igreja falsa durante a última era, o que significa o tempo entre a Ascensão de Jesus e o fim do mundo. Bale identificou dois tipos de Igrejas. Primeiro, havia, e existiria até o final dos tempos, uma Igreja falsa, ou Igreja do Anticristo, que persegue aqueles que não se curvam perante seus ditames. Ele não limitou inteiramente sua crítica aos católicos militantes, mas também a outros que seguiram o mesmo exemplo, ambos na Inglaterra - o que poderia ser uma referência à Igreja primitiva da Inglaterra - e em "outras regiões", talvez uma referência aos reinos teocráticos tirânicos de líderes protestantes como o de Ulrico Zuínglio no continente. Ele também fala criticamente da Igreja de Maomé ("Mahomet"): sua tirania sobre o povo (os "turcos") e a perseguição dos santos. A visão de Bale é a de que as perseguições refletem a imagem da Igreja do Anticristo. Em contraste, a verdadeira Igreja ama e ensina verdadeiramente a palavra de Deus.
The Image of Both Churches é claramente influenciada pelo temor e pelo terror da época. Os escritores costumavam usar extremos de expressão - muito lisonjeiro ou muito insultante - e Bale não era exceção. E os tempos então não eram nada como nós conhecemos agora. Conforme documentado pelo historiador John Foxe, os tempos eram ferozes: homens e mulheres eram queimados em público, morrendo de agonia em chamas, eram presos, ou tinham seus bens confiscados e meios de subsistência levados sob a acusação de crime de "heresia" - isto é, estavam em desacordo com a Igreja reinante quanto ao significado ou à importância da palavra de Deus. Alguma ferocidade de expressão talvez seja compreensível.
Muitos dos pontos de vista de Bale caíram no esquecimento, principalmente em meados do século XVI. Edmund Becke, que em 1549 reeditou a Bíblia de Mateus, revisando muitas das notas e comentários originais de 1537, incluiu os comentários de Bale no livro do Apocalipse e sugeriu aos leitores que lessem The Image of Both Churches. Porém, é duvidoso que William Tyndale, o tradutor original do livro do Apocalipse na Bíblia de Mateus, teria endossado as notas de Bale, pelo menos não totalmente. Tyndale algumas vezes comentou que "os turcos" eram (então) mais cristãos que os católicos e seus próprios comentários sobre o livro do Apocalipse eram escassos.